# Rewanż (film 2008)
Rewanż (niem. Revanche) – austriacki melodramat kryminalny z 2008 roku w reżyserii i według scenariusza Götza Spielmanna.
Światowa premiera filmu nastąpiła 10 lutego 2008 roku, podczas 58. MFF w Berlinie, gdzie zaprezentowano go w sekcji „Panorama”. Polska premiera filmu miała miejsce 15 października 2008 roku, podczas 24. Warszawskiego Międzynarodowego Festiwalu Filmowego, gdzie film trafił do sekcji „Mistrzowskie dotknięcie”.
Film został wyselekcjonowany jako oficjalny kandydat Austrii do Oscara dla najlepszego filmu nieanglojęzycznego podczas 81. ceremonii wręczenia Oscarów. 22 stycznia 2008 roku film otrzymał nominację, jednak samej nagrody nie zdobył.

## Opis fabuły
W wiedeńskim świecie przestępczym, były więzień Alex pracuje jako pomocnik obleśnego właściciela agencji towarzyskiej. W tajemnicy ma romans z ukraińską prostytutką Tamarą. Tymczasem o kilka godzin drogi stamtąd, w wiosce, w której mieszka dziadek Alexa, policjant Robert i ekspedientka Susanne wiodą idylliczne wiejskie życie, w którym brak im tylko potomstwa. Dwie pary – jedna z miasta, a druga ze wsi – zostają połączone przez los.

## Obsada
- Johannes Krisch jako Alex
- Irina Potapenko jako Tamara
- Andreas Lust jako Robert
- Ursula Strauss jako Susanne
- Johannes Thanheiser jako Babcia Hausner
- Hanno Pöschl jako Konecny, szef Tamary

i inni

## Nagrody i nominacje
58. MFF w Berlinie
- nagroda C.I.C.A.E – Götz Spielmann
- nagroda: Label Europa Cinemas – Götz Spielmann
- nagroda: Femina-Filmpreis – Maria Gruber

81. ceremonia wręczenia Oscarów
- nominacja: najlepszy film nieanglojęzyczny – Götz Spielmann (Austria)